# Kontoplünderung
Unter Kontoplünderung werden verschiedene Straftatbestände im Zusammenhang mit Bankkonten zusammengefasst, bei denen der Täter ohne Kenntnis oder Billigung des Kontoinhabers unberechtigt über vorhandene Guthaben ganz oder teilweise verfügt oder sogar Kontoüberziehungen verursacht, sodass der Kontoinhaber oder Dritte hierdurch geschädigt werden.

## Allgemeines
Bei der Kontoplünderung können allgemein zwei Fallgruppen unterschieden werden. Die eine Fallgruppe betrifft Angehörige des Kontoinhabers wie Ehegatten in Scheidung, betreute Personen oder Erblasser und deren erbende Verwandte. Die andere Fallgruppe beinhaltet kriminelle Täter, die illegal in den Besitz von Kontodaten gelangen, systematisch Sicherungsmechanismen umgehen oder ausschalten und über die Konten – zunächst ohne Kenntnis des Kontoinhabers – verfügen.

## Plünderung durch Angehörige

### Ehegatten in Scheidung
Über ein Gemeinschaftskonto finanzieren Eheleute die gemeinsame Lebensführung. Während der Scheidung verletzt ein Partner das Vertrauensverhältnis, wenn er in rücksichtsloser Weise das gemeinsame Konto fast leer räumt. Das gilt erst recht vor einer Trennung; dann dürfen die Partner nicht mehr unbeschränkt, jederzeit und nach Belieben im eigenen Interesse Geld abheben, weil das Guthaben nicht mehr familiären Zwecken zugutekommt. Ist auf einem Gemeinschaftskonto ein Guthaben vorhanden, so steht dieses Guthaben im Zweifel jedem Ehegatten zur Hälfte zu. Als Gesamtgläubiger trifft die Eheleute im Innenverhältnis nach § 428 BGB eine gegenseitige Ausgleichspflicht, unabhängig von ihren bestehenden güterrechtlichen Verhältnissen. Die Ehegatten sind im Innenverhältnis zu gleichen Teilen berechtigt, sofern nichts anderes vereinbart ist.
Dabei spielt es keine Rolle, von wem das Guthaben stammt. Hat etwa nur der Ehemann Einkommen, das auf das Gemeinschaftskonto überwiesen wird, so steht das Guthaben dennoch zur Hälfte auch der Ehefrau zu, wenn die Ehegatten nichts anderes vereinbart haben. Beide Ehegatten haften für Sollsalden hälftig, auch dann, wenn ein Ehegatte ohne Zustimmung des anderen einen größeren Betrag bis zum Kreditlimit für sich abgehoben hat. In diesem Falle entstehen Erstattungsansprüche des anderen Ehegatten, wenn der entsprechende Betrag etwa ausgegeben wurde. Hierbei handelt es sich um einen Unterfall der Schädigung nach § 826 BGB, wenn ein Ehegatte kurz vor der Trennung ohne Wissen des anderen Kontoinhabers beim Gemeinschaftskonto Verfügungen über den ihm zustehenden Anteil hinaus vornimmt und dabei im Schädigungsvorsatz handelt. Dieser Vorsatz ist immer dann vorhanden, wenn der Ehegatte weiß, dass er mehr abhebt als ihm zusteht. Hebt er mehr als die Hälfte des Guthabens ab, so muss er dem anderen Ehegatten den Unterschiedsbetrag erstatten. Dieser Erstattungsanspruch ist allerdings möglicherweise nicht mehr durchsetzbar, wenn der betroffene Ehepartner das Geld etwa für Umzugskosten bereits ausgegeben hat. Schulden auf einem Gemeinschaftskonto sind gemeinsame Schulden. Jeder Ehegatte haftet im Innenverhältnis (also die Eheleute untereinander) hälftig für gemeinsame Sollsalden aus einem Gemeinschaftskonto, unabhängig davon, wodurch und durch wen die Schulden entstanden sind; die Bank darf jedoch einen der Kontoinhaber für den Gesamtbetrag haftbar machen. Entstanden die Schulden durch den nicht verdienenden Ehegatten, wird sich die Bank an den verdienenden Ehegatten wegen Rückzahlung wenden (§ 430 BGB). Auch bei Und-Konten haften die Inhaber des Kontos als Gesamtschuldner für die Schulden. Die Bank kann daher jeden Inhaber einzeln in Anspruch nehmen.
Bei den für Eheleute weniger tauglichen Einzelkonten erteilt der Kontoinhaber seinem Ehegatten eine Kontovollmacht. Falls Abhebungen durch die zwischen den Ehegatten bestehende, häufig schlüssig vereinbarte Zweckbestimmung der Vollmachtseinräumung nicht mehr gedeckt sein sollten, hat der benachteiligte Kontoinhaber einen Herausgabeanspruch aus „angemaßter, vermeintlicher Eigengeschäftsführung“ (§ 687 Abs. 2 BGB) und einen Schadensersatzanspruch aus unerlaubter Handlung gegen den Ehegatten. Dann nämlich greift der verfügende Ehegatte schuldhaft und unberechtigt in die Sphäre des anderen Ehegatten ein und ist zur Erstattung (§§ 681 Satz 2 BGB und § 667 BGB) des Schadens verpflichtet. Verfügungen erfolgen dann in eigennütziger Absicht und werden vom unberechtigt abhebenden Ehegatten schuldhaft als ein eigenes Geschäft in (positiver) Kenntnis von dessen Fremdheit angesehen, obwohl es objektiv als fremdes Geschäft gilt.
Es empfiehlt sich für den Kontoinhaber, bereits während der Trennungsphase bei Einzelkonten die Kontovollmachten zugunsten des Ehepartners beim kontoführenden Kreditinstitut ausdrücklich zu widerrufen und bei Gemeinschaftskonten (Oder-Konten) eine Umschreibung auf Einzelkonten vornehmen zu lassen. Dabei ist zu beachten, dass die Eheleute nur gemeinsam ein Gemeinschaftskonto auflösen können. Die Umwandlung eines „Oder-Kontos“ in ein „Und-Konto“ bedarf ebenfalls einer einvernehmlichen Änderung des Kontovertrags durch beide Eheleute, ist also einseitig nicht möglich.

### Betreute Personen
Der gerichtlich bestellte Betreuer hat die Funktion eines gesetzlichen Vertreters (§ 1902 BGB). Der Betreute kann daher nicht, selbst wenn er geschäftsfähig ist, den Betreuer bevollmächtigen, für ihn Geschäfte zu tätigen, die der Zustimmung oder Genehmigung des Betreuungsgerichts bedürfen. Die gerichtliche Bestellung hat Vorrang vor einer privatrechtlichen Vollmachtserteilung. Die Vermögenssorge ist bereits durch die Betreuung abschließend geregelt, sodass eine Bestellung von Kontovollmachten für den Betreuer unwirksam ist. Dies ergibt sich aus der Kontrollfunktion des Gerichtes, die durch eine Bevollmächtigung unterlaufen werden könnte. Den Verwandten des Betreuten bleibt wegen der gesetzlich vorgesehenen Kompetenzen des Betreuers die Möglichkeit, die Tätigkeit des Betreuers zu überwachen. Der Betreuer ist ohnehin dem Gericht gegenüber rechenschaftspflichtig. Der mit dem Betreuten nicht verwandte Betreuer bedarf insbesondere bei Verfügungen über Anlagekonten des Betreuten der Zustimmung des Betreuungsgerichts (§ 1813 Abs. 1 Nr. 2 BGB in Verbindung mit § 1908i BGB), sofern sie 3.000 Euro übersteigen. Sollte der Betreuer seine weitgehenden gesetzlichen Vollmachten übertreten, bleibt den Verwandten des Betreuten die Möglichkeit der Strafanzeige wegen Betrugs oder Untreue, zivilrechtlich der Weg über vorsätzliche sittenwidrige Schädigung.

### Erbschaftsfälle
Erbrechte der Erben entstehen erst mit dem Tod des Erblassers. Zuvor haben sie keinerlei Ansprüche gegen den zukünftigen Erblasser oder Dritte, insbesondere auch nicht darauf, dass das Vermögen des Erblassers erhalten bleibt. Verfügen künftige Erblasser über ihr Vermögen ganz oder teilweise zugunsten anderer potenzieller Erben, so können derartige Schenkungen zu Lebzeiten im Rahmen der Erbauseinandersetzung von Gesetzes wegen nach dem Tod des Erblassers aufgegriffen werden, indem sich die Erben die vorab erhaltenen Schenkungen unter bestimmten Voraussetzungen auf ihren Erbanteil anrechnen lassen müssen. Erst wenn der Erblasser verstorben ist, können Erben die vorangegangenen Vermögensverfügungen zugunsten anderer Erben im Rahmen des Erbausgleichs anrechnen (§ 2050 BGB). Dabei ist es unerheblich, ob diese Vermögensverfügungen durch Abhebungen des Erblassers oder durch Ausnutzung von Kontovollmachten zugunsten anderer Angehöriger entstanden sind. Verschenkt der künftige Erblasser sein Vermögen an dritte nicht erbberechtigte Personen oder Institutionen, so sind die späteren Erben beweispflichtig, wenn hierbei die Straftatbestände Betrug, Unterschlagung oder Urkundenfälschung verwirklicht worden sind.
Ist der Erblasser alleiniger Kontoinhaber und hat seinen künftigen Erben oder Dritten keine Kontovollmachten erteilt, kann im Normalfall keine Kontoplünderung vorkommen. Wurden jedoch Angehörigen oder Dritten Kontovollmachten erteilt, so besteht die Gefahr, dass durch diese Personen unberechtigte Verfügungen ohne Kenntnis des Erblassers vorgenommen werden. Falls die Konten des Erblassers aufgrund einer Kontovollmacht vor dessen Tod ohne dessen Billigung „leergeräumt“ wurden, kann es sich um die Straftatbestände Untreue (§ 266 StGB) in Tateinheit mit Unterschlagung (§ 246 StGB) handeln, wenn dadurch vorsätzlich der Kontoinhaber geschädigt wird.
Kontovollmachten gelten im Regelfall über den Tod des Erblassers hinaus („transmortale Bankvollmachten“), sodass der Bevollmächtigte auch nach dem Tod des Kontoinhabers weiterhin verfügen darf. Deshalb ist ein Widerruf durch den Erben zu prüfen, der jedoch erst mit Vorlage eines Erbscheins oder eines beglaubigten Testaments von den Kreditinstituten beachtet werden darf. Das OLG Bremen war der Auffassung, dass ein Bankbevollmächtigter, der Geld vom Bankkonto des Erblassers abhebt, beweisen muss, dass für diese Abhebung ein Rechtsgrund vorhanden war und dass er das abgehobene Geld auftragsgemäß weitergeleitet hat. Strafrechtlich stellen rechtsgrundlose Überweisungen/Auszahlungen zugunsten Kontobevollmächtigter einen Fall der Unterschlagung dar (§ 246 Abs. 1 StGB). Da Bankbevollmächtigte eine Vertrauensstellung innehaben, liegt sogar ein qualifizierter Fall des § 246 Abs. 2 StGB mit erhöhter Strafandrohung vor.
Insbesondere altersschwache Erblasser sollten davor gewarnt werden, anderen Personen unbedacht Kontovollmachten zu erteilen. Solange diese Erblasser noch volle Geschäftsfähigkeit besitzen, sind sie in der Erteilung dieser Kontovollmachten frei. Nach dem Tod des Erblassers müssen die berechtigten Erben aufgrund des vorliegenden Erbscheins oder eines beglaubigten Testaments etwaige bestehende Kontovollmachten zugunsten nicht erbberechtigter Personen sofort widerrufen, wenn die Gefahr droht, dass durch solche angeblichen Erben (juristisch sind sie Erbschaftsbesitzer nach §2018 BGB) über die Erbschaftsmasse unberechtigt verfügt wird. Durch den Erbschein oder eines beglaubigten Testaments sind die Erben auch berechtigt, Auskunft über sämtliche Kontovorgänge der Vergangenheit von der Bank anzufordern.
Gutgläubige Bevollmächtigte können sich nach Urteil des OLG Düsseldorf vor böswilligen Erben schützen. Diese erwarten eine hohe Erbschaft, haben sich um den Erblasser nicht ausreichend gekümmert und setzen den Bevollmächtigten durch Verdacht oder Klageandrohung unter Druck. Der Bevollmächtigte darf unter Voraussetzungen diesen Erben die Rechnungslegung verweigern.

## Plünderung durch Kriminelle
Die Formen der Kontoplünderung durch Kriminelle sind vielfältig und werden immer wieder modifiziert. Allen gemeinsam sind folgende Vorgehensweisen der Täter:
- Konto- oder Kartendaten werden ausgespäht (Skimming), gestohlen (auch im Wege des Identitätsdiebstahls) oder gefälscht;
- diese Daten werden zu unberechtigten Barabhebungen oder Kontobelastungen genutzt;
- die unberechtigten Kontoverfügungen erfolgen schnell, sodass der Kontoinhaber hiervon erst relativ spät erfährt.

Bei EC- und Kreditkartenbetrug werden Kartendaten durch kriminelle Banden ausgespäht, Karten gefälscht oder gestohlen und zu unberechtigten Kontoverfügungen verwendet, die dem Kontoinhaber nicht sofort auffallen. Den Karteninhabern muss die situative Gefährdung bei Kartennutzung oder bei Diebstahlsgelegenheiten bewusst werden, um Schädigungen zu vermeiden. Den Karteninhaber trifft ein Mitverschulden, wenn er sorgfaltswidrig eine PIN auf der Karte notiert oder mit der Karte zusammen in der Geldbörse aufbewahrt. Für den BGH spricht der Beweis des ersten Anscheins dafür, dass der Bestohlene die PIN auf der ec-Karte vermerkt oder sie gemeinsam mit ihr aufbewahrt hat. Der Beweis des ersten Anscheins ist dem BGH zufolge bei typischen Geschehensabläufen anwendbar, also in Fällen, in denen ein bestimmter Sachverhalt feststeht, der nach der allgemeinen Lebenserfahrung auf eine bestimmte Ursache oder auf einen bestimmten Ablauf als maßgeblich für den Eintritt eines bestimmten Erfolges hinweist. Spricht ein Anscheinsbeweis für einen bestimmten Ursachenverlauf, so kann er widerlegt werden, wenn Tatsachen vorgetragen werden, die die ernsthafte Möglichkeit einer anderen Ursache nahelegen.
Eine relativ neue Methode sind Testgutschriften mit geringen Beträgen, die den Tätern zeigen, ob eine bestimmte Bankverbindung nebst Kontonummer besteht. Existiert sie nicht, wird der Betrag automatisch zurück überwiesen. Besteht sie jedoch, und der Kontoinhaber widerspricht der Gutschrift nicht sofort, kommt es zu Belastungen im Einzugsermächtigungsverfahren. Diesen kann der betroffene Kontoinhaber binnen 13 Monaten seit Belastung widersprechen, weil es sich um eine unautorisierte Lastschrift handelt (§ 676b Abs. 2 BGB).
Generell gilt in diesem Zusammenhang, dass der geschädigte Kontoinhaber unverzüglich nach Entdeckung unautorisierter Verfügungen seine EC- oder Kreditkarte vor weiteren Verfügungen beim Kreditinstitut sperren lassen muss; er handelt grob fahrlässig, wenn er die Meldung verspätet abgibt oder gar unterlässt.

## Straftatbestand
Kontoplünderung ist als solche kein eigenständiger Straftatbestand, sondern wird nach Lage des Falles als Unterschlagung (§ 246 StGB), Betrug (§ 263 StGB), Untreue (§ 266 StGB) und/oder Urkundenfälschung (§ 267 StGB) geahndet. EC- oder Kreditkartenbetrug sind hingegen seit Januar 2004 eigenständige Straftatbestände. Im Einzelnen gibt es den Kreditkartenbetrug nach § 152a StGB („Fälschung von Zahlungskarten, Schecks und Wechseln“), den EC-Kartenbetrug nach § 152b StGB („Fälschung von Zahlungskarten mit Garantiefunktion und Vordrucken für Euroschecks“) oder den Missbrauchstatbestand des § 266b StGB („Missbrauch von Scheck- und Kreditkarten“). Werden diese Straftatbestandsvoraussetzungen erfüllt, kann der Geschädigte Strafanzeige erstatten, die polizeiliche Ermittlungen auslöst. Da einige der genannten Straftatbestände zu den Offizialdelikten gehören, sind sie sogar von Amts wegen zu verfolgen.
Zivilrechtlich handelt es sich um sittenwidrige vorsätzliche Schädigungen (§ 826 BGB). Zu beweisen ist hierbei vom Geschädigten der Schädigungsvorsatz, der bei einer Kontoplünderung durch Kriminelle leichter fallen dürfte als bei Schädigungen durch Angehörige.